# Эшанне
Эшанне́ (фр. Échannay) — коммуна во Франции, находится в регионе Бургундия. Департамент коммуны — Кот-д’Ор. Входит в состав кантона Сомбернон. Округ коммуны — Дижон.
Код INSEE коммуны — 21238.

## Население
Население коммуны на 2010 год составляло 121 человек.
| 1962 | 1968 | 1975 | 1982 | 1990 | 1999 | 2010 |
| ---- | ---- | ---- | ---- | ---- | ---- | ---- |
| 91   | 73   | 55   | 86   | 103  | 104  | 121  |

## Экономика
В 2010 году среди 73 человек трудоспособного возраста (15—64 лет) 56 были экономически активными, 17 — неактивными (показатель активности — 76,7 %, в 1999 году было 68,1 %). Из 56 активных жителей работали 53 человека (29 мужчин и 24 женщины), безработных было 3 (2 мужчин и 1 женщина). Среди 17 неактивных 1 человек был учеником или студентом, 12 — пенсионерами, 4 были неактивными по другим причинам.